# ERBB3
ERBB3（v-erb-b2 avian erythroblastic leukemia viral oncogene homolog 3、ErbB3）またはHER3（human epidermal growth factor receptor 3）は、ヒトではERBB3遺伝子にコードされる膜タンパク質である。
ErbB3は上皮成長因子受容体ファミリー（EGFRファミリー、ErbBファミリー）の受容体型チロシンキナーゼである。キナーゼ活性をほぼ持たないErbB3はErbBファミリーの他のメンバーと活性型ヘテロ二量体を形成することが知られており、そのパートナーとして最も有名なものはリガンド結合を必要としないErbB2である。

## 遺伝子と発現
ヒトのERBB3遺伝子は12番染色体の長腕12q13に位置し、1342アミノ酸のタンパク質へと翻訳される。
ヒトの発生過程では、ERBB3は皮膚、骨、筋肉、神経系、心臓、肺、腸管上皮で発現している。正常な成人では、ERBB3は消化管、生殖器、皮膚、神経系、泌尿器、内分泌器で発現している。

## 構造
ErbB3は他のErbBファミリーのメンバーと同様、細胞外ドメイン、膜貫通ドメイン、そして細胞内ドメインから構成される。細胞外ドメインは4つのサブドメイン（IからIV）からなる。サブドメインIとIIIはロイシンに富み、主にリガンド結合に関与している。サブドメインIIとIVはシステインに富み、ジスルフィド結合の形成によってタンパク質のコンフォメーションと安定性に寄与している可能性が高い。また、サブドメインIIには二量体形成に必要な二量体化ループが含まれている。細胞内ドメインは、膜近接領域、キナーゼドメイン、C末端ドメインから構成される。
リガンドを結合していない受容体は、二量体化を阻害するコンフォメーションをとっている。リガンド結合サブドメイン（IとIII）にニューレグリンが結合することでコンフォメーション変化が誘導され、サブドメインIIの二量体化ループが突出することで、活性化そして二量体化が引き起こされる。

## 機能
ErbB3はヘレグリンやNRG2をリガンドとして結合することが示されている。リガンド結合はコンフォメーション変化を引き起こし、二量体化、リン酸化、そしてシグナル伝達の活性化が可能となる。ErbB3はErbBファミリーの他の3つのメンバーのいずれともヘテロ二量体を形成することができる。キナーゼ活性を持たないタンパク質の活性化には結合パートナーによるトランスリン酸化が必要となるため、理論的にはErbB3ホモ二量体は機能的でないものとなる。
リガンド結合に伴う自己リン酸化によって活性化される他のメンバーとは異なり、ErbB3はキナーゼ活性が損なわれていることが知られており、自己リン酸化活性はEGFRのわずか1/1000、そして他のタンパク質をリン酸化する活性は持たない。そのため、ErbB3はアロステリック活性化因子として機能する。

### ErbB2との相互作用
ErbB2-ErbB3二量体は可能なErbB二量体の組み合わせの中で最も活性が高いと考えられているが、その理由の1つとしてErbB2は全てのErbBファミリーのメンバーにとって選択的な二量体化パートナーであり、ErbB3はErbB2の選択的パートナーであることが考えられれている。このヘテロ二量体化によって、シグナル伝達複合体はMAPK、PI3K/Akt、PLCγなど複数の経路を活性化する。また、ErbB2-ErbB3ヘテロ二量体はEGF様リガンドを結合して活性化される証拠も得られている。

### PI3K/Akt経路の活性化
ErbB3の細胞内ドメインには、PI3Kのp85サブユニットのSH2ドメインの認識部位が6つ存在する。ErbB3への結合によってPI3Kの脂質リン酸化サブユニットであるp110αがアロステリックに活性化されるが、こうした機能はEGFRやErbB2にはみられない。

## がんにおける役割
ErbB3の過剰発現や恒常的活性化、または変異がそれ単独で発がん性となる証拠は得られていないが、ヘテロ二量体化のパートナー、特にErbB2のパートナーとして、成長、増殖、化学療法耐性、浸潤や転移の促進に関与していることが示唆されている。
ErbB3は多くのがんにおいて標的治療に対する耐性と関係しており、次のようなものが知られている。
- HER2+乳がんにおけるHER2阻害薬耐性[21]
- ER＋乳がんにおける抗エストロゲン療法耐性[22][23]
- 肺がんや頭頸部がんにおけるEGFR阻害薬耐性[24][25]
- 前立腺がんにおけるホルモン療法耐性[26]
- 肝細胞がんにおけるIGF1R阻害薬耐性[27]
- メラノーマにおけるBRAF阻害薬耐性[28]

ErbB2の過剰発現は、ErbB3や他のErbファミリーのメンバーと、リガンド結合を必要としない活性型ヘテロ二量体の形成を促進し、弱いものの恒常的なシグナル伝達活性を引き起こしている可能性がある。

## 正常な発生における役割
ERBB3は心内膜床の間葉系細胞で発現しており、この領域はその後心臓弁へと発生する。ErbB3ヌルマウス胚では房室弁に重度の形成不全がみられ、胎生13.5日で致死となる。ErbB3の機能はニューレグリンに依存しているが、ErbB2はこの組織では発現しておらず、ErbB2には依存していないようである。
また、ErbB3は神経堤の分化や交感神経系の発生、シュワン細胞など神経堤由来の細胞の発生にも必要とされるようである。

## 関連文献
- “Neuregulin 1-erbB signaling and the molecular/cellular basis of schizophrenia”. Nat. Neurosci. 7 (6):  575–80. (2004). doi:10.1038/nn1258. PMID 15162166.
- “Molecular cloning and expression of an additional epidermal growth factor receptor-related gene”. Proc. Natl. Acad. Sci. U.S.A. 87 (13):  4905–9. (1990). Bibcode: 1990PNAS...87.4905P. doi:10.1073/pnas.87.13.4905. PMC 54229. PMID 2164210.
- “Isolation and characterization of ERBB3, a third member of the ERBB/epidermal growth factor receptor family: evidence for overexpression in a subset of human mammary tumors”. Proc. Natl. Acad. Sci. U.S.A. 86 (23):  9193–7. (1990). doi:10.1073/pnas.86.23.9193. PMC 298460. PMID 2687875.
- “Cooperative signaling of ErbB3 and ErbB2 in neoplastic transformation and human mammary carcinomas”. Oncogene 10 (9):  1813–21. (1995). PMID 7538656.
- “Heregulin-dependent regulation of HER2/neu oncogenic signaling by heterodimerization with HER3”. EMBO J. 14 (17):  4267–75. (1995). doi:10.1002/j.1460-2075.1995.tb00101.x. PMC 394510. PMID 7556068.
- “Binding of Neu differentiation factor with the extracellular domain of Her2 and Her3”. J. Biol. Chem. 270 (41):  24604–8. (1995). doi:10.1074/jbc.270.41.24604. PMID 7592681.
- “Prognostic significance of ERBB3 overexpression in oral squamous cell carcinoma”. Cancer Lett. 95 (1–2):  79–83. (1995). doi:10.1016/0304-3835(95)03866-U. PMID 7656248.
- “c-erbB3 gene encodes secreted as well as transmembrane receptor tyrosine kinase”. Biochem. Biophys. Res. Commun. 192 (3):  1189–97. (1993). doi:10.1006/bbrc.1993.1542. PMID 7685162.
- “Characterization of a breast cancer cell differentiation factor that specifically activates the HER4/p180erbB4 receptor”. J. Biol. Chem. 268 (25):  18407–10. (1993). doi:10.1016/S0021-9258(17)46636-1. PMID 7689552.
- “High expression of the EGFR in fibroadenomas compared to breast carcinomas”. Anticancer Res. 14 (5A):  1679–88. (1995). PMID 7847801.
- “Expression of c-erbB family gene products in adenoid cystic carcinoma of salivary glands: an immunohistochemical study”. Anticancer Res. 15 (6B):  2623–6. (1996). PMID 8669836.
- “Ligands for ErbB-family receptors encoded by a neuregulin-like gene”. Nature 387 (6632):  509–12. (1997). Bibcode: 1997Natur.387R.509C. doi:10.1038/387509a0. PMID 9168114.
- “Analysis of Grb7 recruitment by heregulin-activated erbB receptors reveals a novel target selectivity for erbB3”. J. Biol. Chem. 273 (13):  7717–24. (1998). doi:10.1074/jbc.273.13.7717. PMID 9516479.
- “Binding interaction of the heregulinbeta egf domain with ErbB3 and ErbB4 receptors assessed by alanine scanning mutagenesis”. J. Biol. Chem. 273 (19):  11667–74. (1998). doi:10.1074/jbc.273.19.11667. PMID 9565587.
- “Isolation and characterization of four alternate c-erbB3 transcripts expressed in ovarian carcinoma-derived cell lines and normal human tissues”. Oncogene 16 (25):  3243–52. (1998). doi:10.1038/sj.onc.1201866. PMID 9681822.
- “Mutation of a Shc binding site tyrosine residue in ErbB3/HER3 blocks heregulin-dependent activation of mitogen-activated protein kinase”. J. Biol. Chem. 273 (33):  20996–1002. (1998). doi:10.1074/jbc.273.33.20996. PMID 9694850.
- “Interaction of the p23/p198 protein with ErbB-3”. Gene 229 (1–2):  215–21. (1999). doi:10.1016/S0378-1119(98)00604-0. PMID 10095121.
- “The phosphatidylinositol 3'-kinase pathway is a dominant growth factor-activated cell survival pathway in LNCaP human prostate carcinoma cells”. Cancer Res. 59 (12):  2891–7. (1999). PMID 10383151.